# Arsen (Arzanene)
Koordinaten: 37° 58′ 39,7″ N, 41° 23′ 3,1″ O

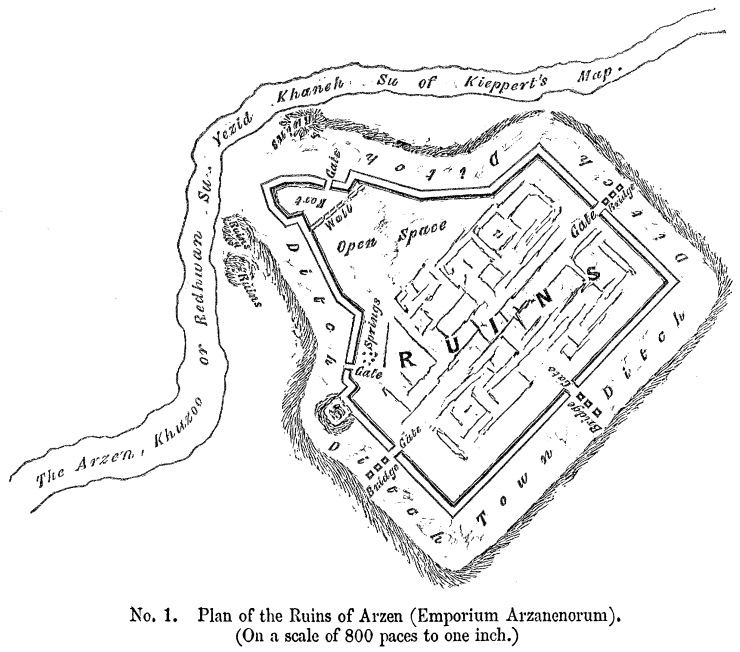
Zeichnung der Stadtsilhouette von John George Taylor, in Travels in Kurdistan, 1865.

Arsen (armenisch Արզեն Arzen, Arzn, Ałzn, Syrisch: Arzŏn oder Arzŭn, Arabisch: Arzan) war eine antike und mittelalterliche Stadt in der Grenzregion zwischen Obermesopotamien und dem Armenischen Hochland. Forscher identifizieren die Stätte mit der antiken armenischen Hauptstadt Martyropolis (Tigranocerta), welche in der Spätantike die Hauptstadt des Distrikts Arzanene war und ein Syrischer Bischofssitz, sowie eine sassanidische Grenzfestung in den Römisch-Persischen Kriegen. Nach der moslemischen Eroberung wurde die Stadt im 9. Jahrhundert kurzzeitig der Sitz eines selbstständigen Emirats, bevor sie in den Kriegen zwischen dem Byzantinischen Reich und den Hamdaniden im 10. Jahrhundert zerstört wurde. Im 12. Jahrhundert war die Stadt verlassen. Heute sind nur noch wenige Spuren sichtbar.

## Geschichte
Der Ursprung des Namens Arzĕn (aufgrund der ungewöhnlichen armenischen Aussprache) ist unbekannt und nicht-armenisch. Die Lage auf dem Ufer des Flusses Garzan Su (Nicephorius) in der südöstlichen Türkei wurde erstmals von John George Taylor, dem damaligen britischen Konsul in Diyarbakir, aufgesucht und identifiziert. Er veröffentlichte eine Skizze des Grundrisses in seinem Werk Travels in Kurdistan.
1995 bis 96 gelang es T. A. Sinclair, die Stätte Arzen mit der Beschreibung von Tigranocerta zu identifizieren. Sie war die Hauptstadt des antiken Großarmenien von Tigranes II., anstatt der vorher damit identifizierten Martyropolis oder Kızıltepe.
In der Antike war Arzen auch der Hauptort des Distrikt Arzanene. In der Zeit des Königreichs Armenien wurde Arzanene von einem „bdeašx“ (Marschmeister, march-warden) regiert. Im Frieden von 297 wurde die Stadt vom Sasanidenkönig Narseh zusammen mit dem Rest des Distrikts Arzanene, sowie den benachbarten Distrikten Sophene, Ingilene, Zabdicene und Corduene an das Römische Reich abgetreten, aber 363 wieder unter sasanidische Herrschaft gebracht. Das Amt des bdeašx blieb offenbar bestehen, da ein Amtsinhaber mit Namen Hormizd von Prokopios erwähnt wird, der 528 eine sasanidische Armee anführte.
Die Stadt wird als Bischofssitz der Kirche des Ostens (ܥܕܬܐ ܕܡܕܢܚܐ ʿĒḏtā d-Maḏenḥā) erstmals um 410 erwähnt, als Suffragan von Nisibis (Nisibin, ܢܨܝܒܝܢ). Im 5. und 6. Jahrhundert war die Stadt eine Bastion der Sasaniden in den zahlreichen byzantinisch-sasanidischen Kriegen. Die strategische Bedeutung lag in der Beherrschung der Handelsroute von Amida (Ἄμιδα, ܐܡܝܕ) in Obermesopotamien über den Vansee in das armenische Hochland und die armenischen Hauptstädte Artaxata und Dvin. 578 wurden laut Theophylaktos Simokates 10.000 Menschen aus dem Distrikt gewaltsam von den Byzantinern nach Zypern.

### Mittelalter
Die Stadt ergab sich 640 an Iyad ibn Ghanm (عياض بن غنم بن زهير الفهري, ʿIyāḍ ibn Ghanm ibn Zuhayr al-Fihrī), während der ersten Welle der islamischen Eroberungen. Arabische Geographen verleibten die Stadt in den Distrikt Dschazira und genauer in den Distrikt Diyar Bakr ein. Oft erwähnten sie die Stadt zusammen mit dem nahegelegenen Mayyafariqin. Die Region war fruchtbar und wohlhabend: nach Qudama ibn Ja’far (قدامة بن جعفر الكاتب البغدادي, Qudama ibn Ja’far al-Katib al-Baghdadi) belief sich der gesamte Gewinn von Mayyafariqin und Arzen in abbasidischer Zeit auf 4.1 million Dirham. Anders als die armenischen Regionen weiter nördlich, die im 9. Jahrhundert das wiederhergestellte Bagratidische Armenien (Բագրատունյաց Հայաստան, Bagratunyats Hayastan) bildeten, wurden Arzen und die anderen Städte an der südlichen Peripherie schnell arabisiert und die Bevölkerung wurde ununterscheidbar von den Bewohnern von Obermesopotamien oder Syrien. Der Stamm der Banu Shayban ein Zweig der Banu Bakr, siedelte sich in der Umgebung an und dominierte Diyar Bakr politisch bis in das späte 9. Jahrhundert.
Zurariden-Emirat Arzen
Arzen selbst kam unter die Herrschaft einer lokalen arabischen Dynastie, der Zurariden, die von den Banu Bakr abstammten. Der exakte Ursprung und die Beziehung zu den Shaybaniden sind allerdings unbekannt. Der erste bekannte Ahn der Dynastie war Musa ibn Zurara Mitte des 9. Jahrhunderts. Die Zurariden mischten sich mit ihren armenischen christlichen Nachbarn: Musa heiratete die Schwester von Bagrat II. Bagratuni, während sein Sohn Abu’l-Maghra eine Prinzessin der Arzruni. In der Folge neigten die Zurariden dazu, sich mit ihren christlichen Nachbarn zu verbünden. Während der armenischen Revolte in den frühen 850er, schloss sich Emir Musa dem Aufstand an in Opposition gegen den Abbasiden-Gouverneur Yusuf ibn Muhammad ibn Yusuf al-Marwazi und gehörte dann zu den armenischen Fürsten, welche vom Abbasidengeneral Bugha al-Kabir in die Hauptstadt Samarra verschleppt wurden. Und als Abu’l-Maghra, der Halb-Armenier mit der Armenischen Frau, von seinen Shaybaniden-Nachbarn bedroht wurde konvertierte er sogar heimlich zum Christentum und vereinte seine Truppen mit denen seiner Arzruni-Verwandten. Um 890 wurde er jedoch vom ehrgeizigen shaybanidischen Regent von Diyar Bakr, Ahmad ibn Isa al-Shaybani, gefangen genommen, der die Ländereien der Zurariden einzog.

### Entvölkerung
Während der byzantinischen Expansion unter Ioannis Kourkouas (Ἰωάννης Κουρκούας) in den 930ern kam Arzen unter hamdanidische Kontrolle. Ein hamdanidischer Heerführer, Ali ibn Dscha’far ad-Daylami, wurde als Gouverneur ernannt, aber er rebellierte 936 gegen den Emir Nasir ad-Daula. Der entsandte seinen Bruder, Saif ad-Daula, um den Rebellen zu unterwerfen und wieder die Herrschaft über das gesamte Diyar Bakr zu übernehmen. Während der nächsten Dekaden benutzte Sayf al-Dawla die Stadt als Ausgangspunkt für seine Kampagnen gegen die mittelalterlichen armenischen Fürstentümer im Norden oder gegen die Byzantiner im Westen. Im Lauf dieser Konflikte verwüsteten die Byzantiner Arzen um 942. Die Hamdaniden übernahmen die Stadt erneut, aber das Gebiet blieb umstritten. Während dieser Zeit tauchten die Kurden erstmals auf und siedelten sich in dem Gebiet an. Sie ersetzten schnell die Araber.
Die Stadt verlor ihre Bedeutung ab der Mitte des 10. Jahrhunderts und an der Wende vom 12. zum 13. Jahrhundert schrieb der Geograph Yaqut al-Hamawi, dass die Stadt in Ruinen lag. Außer den Zeichnungen von Taylor ist nicht viel übrig, das Areal wird landwirtschaftlich genutzt.